# قدر ظاهري

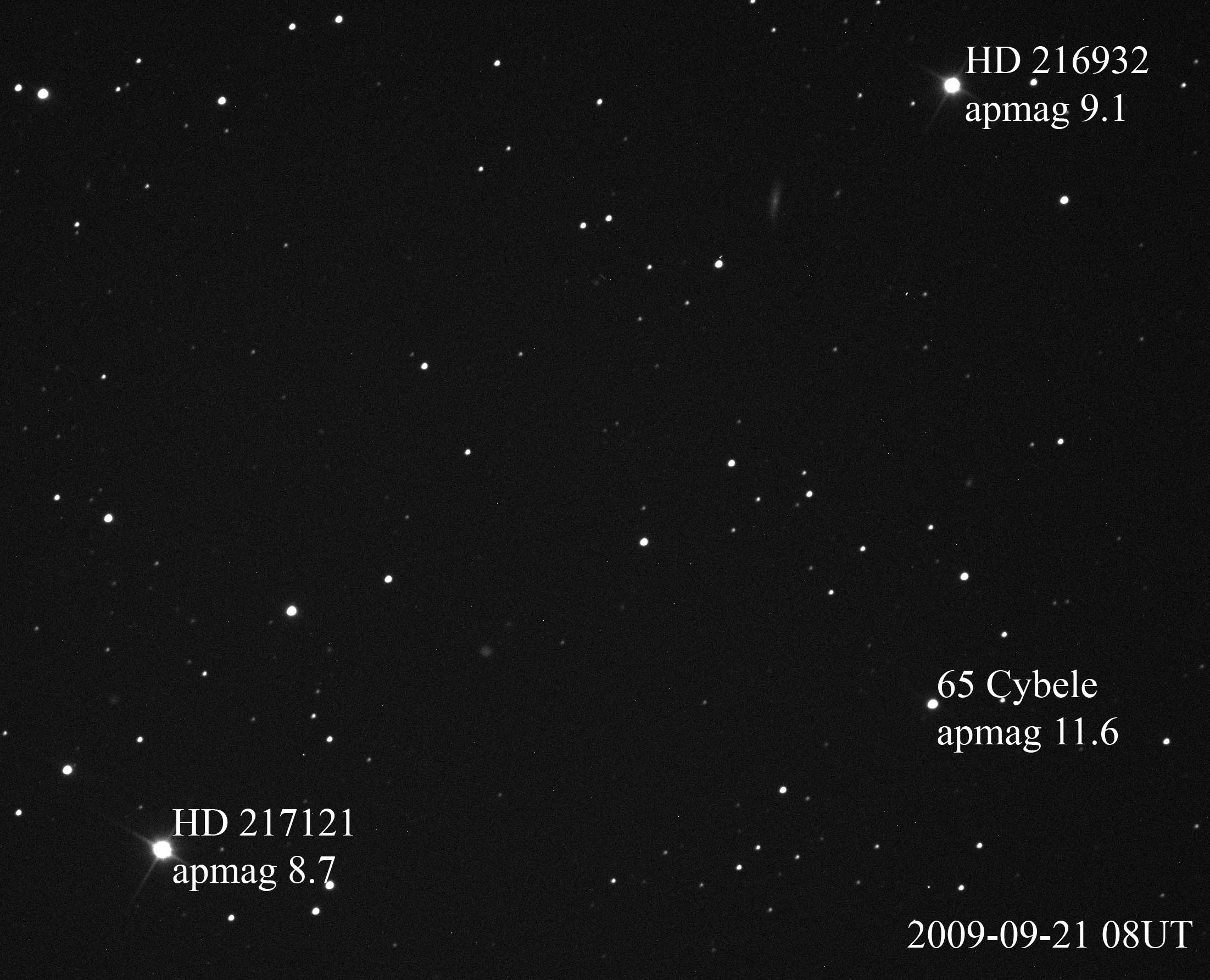
كويكب 65 Cybele ونجمان : مبين علي كل منهم قدره الظاهري للسطوع. كلما قل سطوعه زاد مقدار قدره الظاهري.

القدر الظاهري (بالإنجليزية: Apparent magnitude)‏ هو مقدار لمعان جرم سماوي عند رؤيته من الأرض. يعتمد الحجم الظاهري لجرم ما على ضيائه، وبعده عن الأرض، وأي إخماد لضوء الجسم ناتج عن الغبار بين النجوم على طول خط الرؤية للمراقب. وهناك نجوم كثيرة قريبة من الأرض نسبياً لكنها لا تُرى لأنها صغيرة جدا، وهناك نجوم تبعد آلاف السنين الضوئية وتُرى من الأرض بسبب حجمها الكبير وحرارتها العالية جدا.

## حساب القدر الظاهري

### الطريقة القديمة
قياس القدر الظاهري هي فكرة ذات أصول يونانية إذ كان علماء الفلك اليونانيون يقسمون لمعان الأجرام السماوية إلى ستة مقادير: أسطع النجوم كانت في المرتبة الأولى (1=مقدار) والأضعف كان في المقدار السادس (6=مقدار) وهي أقل مقدار يُرى بالعين المجردة، وكل درجة معتبرة ضعف لمعان الدرجة التي تليها.
وهذا التقسيم مبسط بواسطة عالم الفلك الإغريقي كلاوديوس بطليموس في كتابة المجسطي ولم يُدرج مقدار لمعان الشمس في هذا التقسيم.

### النظام الحديث
النظام الحديث لحساب القدر الظاهري  يمتد بين القدر السالب إلى القدر الموجب، والقدر الأقل
في القدر السالب يعني قدرا ظاهريا أعلى. على سبيل المثال الشمس قدرها الظاهري  −26.73 وقدر نجم سهيل الظاهري −0.7، أي أن الشمس أكثر لمعانا من سهيل، ويستطيع الشخص الذي لا يعاني من ضعف النظر وتحت ظروف طقسية جيدة رؤية نجم ذو قدر ظاهري 6.0، وهو أقصى قدر يمكن رؤيته بالعين المجردة. وهذا ما يعني أنه كلما زاد إشعاع أي جرم فلكي، انخفض قدره الظاهري.

## قدور أشهر الأجسام السماوية
| مقدار الوضوح                                                     | الجسم السماوي |
| ---------------------------------------------------------------- | --- |
| −26.73                                                           | الشمس أكثر لمعانا من القمر بـ 449,000 مرة |
| −12.6                                                            | القمر بدراً |
| −8.0                                                             | أقصى لمعان للقمر الصناعي إريديوم للاتصالات الفضائية                                                                                            |
| −6.0                                                             | انفجار نجم السرطان الذي حدث عام 1054 |
| −4.7                                                             | أقصى لمعان لكوكب الزهرة ومحطة الفضاء الدولية                                                                                                   |
| −3.9                                                             | الأجسام الأضعف التي يمكن رؤيتها أثناء اليومِ بالعين المجردة                                                                                     |
| −3.7                                                             | أقصى لمعان لكوكب الزهرة |
| −3.0                                                             | أقصى لمعان لكوكب المريخ |
| −2.8                                                             | أقصى لمعان لكوكب المشتري |
| −1.9                                                             | أقصى لمعان لكوكب عطارد |
| −1.47                                                            | نجم الشعرى اليمانية أسطع نجم بعد الشمس. |
| −0.7                                                             | نجم سهيل ثاني أسطع نجم في السماء. |
| −0.24                                                            | أقصى لمعان لكوكب زحل |
| 0                                                                | نجم النسر الواقع |
| 3                                                                | أضعف نجم يمكن رؤيته بالعين المجردة داخل مدينة متوسطة الإضاءة                                                                                   |
| 4.6                                                              | أقصى لمعان للقمر جانيميد التابع للمشتري |
| 5.5                                                              | أقصى لمعان لكوكب أورانوس |
| 6.0                                                              | أخفت نجم يمكن رؤيته بالعين المجردة في أحسن الظروف المناخية                                                                                     |
| 6.7                                                              | أقصى لمعان للكوكب القزم سيريس (كوكب قزم) |
| 7.7                                                              | أقصى لمعان للكوكب نبتون |
| 9.1                                                              | أقصى لمعان للكويكب هيجيا الذي يبعد عن الشمس 470,300,000 كم                                                                                     |
| 9.5                                                              | أخفت نجم يمكن رؤيته بواسطة نظارة مقربة (دربيل)                                                                                                 |
| 10.2                                                             | أقصى لمعان لثالث أكبر قمر لكوكب زحل ايابيتوس                                                                                                   |
| 12.9                                                             | النجم 3سي 273 أسطع نجم زائف (كوازار) في السماء يبعد عن الأرض 2.4 مليار سنة ضوئية                                                               |
| 13.65                                                            | أقصى لمعان للكوكب بلوتو |
| 18.7                                                             | لمعان الكوكب القزم إريس |
| 23                                                               | أقصى لمعان لأصغر أقمار بلوتو هيدرا (قمر) ونيكس                                                                                                 |
| 27                                                               | أخفت الأجرام التي يمكن رؤيتها في الضوء المرئي بواسطة تلسكوب 8 متر                                                                              |
| 30                                                               | أخفت الأجرام التي يمكن رؤيتها في الضوء المرئي بواسطة تلسكوب هابل الفضائي                                                                       |
| 35                                                               | الكوكب سدنا عندما يكون في أقصى نقطه عن الشمس                                                                                                   |
| 38                                                               | أخفت الأجرام التي يمكن رؤيتها بواسطة التلسكوب الجديد المزمع أن يدشنه عام 2017 المرصد الأوروبي الجنوبي التابع ل الوكالة الأوروبية لأبحاث الفضاء |
| (شاهد أيضاً قائمة أشد النجوم سطوعا ، وقائمة أسماء النجوم العربية) | |

## مواضيع ذات علاقة
- القَدْر المطلق
- قائمة أشد النجوم سطوعا
- قائمة أقرب النجوم إلينا
- تسمية النجوم
- تسمية النجوم المتغيرة
- سطوع السطح